# 青森県道279号津軽飯詰停車場線
青森県道279号津軽飯詰停車場線（あおもりけんどう279ごう つがるいいづめていしゃじょうせん）は青森県五所川原市を通る一般県道である。

## 概要
津軽鉄道津軽飯詰駅から青森県道26号青森五所川原線を結ぶ短距離路線である。

### 路線データ
- 起点 : 津軽飯詰停車場[1]
- 終点 : 青森五所川原線交点（五所川原市）[1]

## 歴史
- 1961年（昭和36年）2月10日 - 青森県道に認定される[1]

## 地理

### 交差する道路
- 青森県道26号青森五所川原線（五所川原市飯詰、終点）